# Uwe Grabe
Uwe Grabe (ur. 15 października 1942 w Brandenburg an der Havel) – wschodnioniemiecki lekkoatleta, który specjalizował się w pchnięciu kulą.
W 1968 brał udział igrzyskach olimpijskich – z wynikiem 19,03 zajął wówczas 7. lokatę. Brązowy medalista uniwersjady w Turynie (1970). Rekord życiowy: 20,50 (1972).